# Domnino (pai de Maximiano)
Domnino (em latim: Domninus) foi um romano do século V. Era nativo do Egito e atuou como comerciante. Depois se assentou na Itália e fez carreira bem sucedida. Era pai de Maximiano. Alguns estudiosos erroneamente entenderam que fosse pai do imperador Majoriano (r. 457–461).